# Distichophyllum dixonii
Distichophyllum dixonii är en bladmossart som beskrevs av Theodor Carl Karl Julius Herzog 1926. Distichophyllum dixonii ingår i släktet Distichophyllum och familjen Hookeriaceae. Inga underarter finns listade i Catalogue of Life.